# Шоуни (племе)
Вижте пояснителната страница за други значения на Шоуни.
Шоуните (на английски: Shawnee) са голямо северноамериканско индианско племе, което първоначално обитава южно Охайо, западна Вирджиния и западна Пенсилвания. В средата на 17 век шоуните са принудени да изоставят родината си и се разпръсват в четирите посоки. Едни отиват на изток до река Савана, други на запад в Илинойс. В следващите години, постепенно племето се събира отново. До 1758 г. почти всички шоуни живеят северно от река Охайо, между реките Алигени и Скиото, където през следващите над 50 години ще водят една дълга и кръвопролитна война срещу заселниците. След въстанието на Текумзе и неговата смърт през 1813 г. желанието за борба рухва. До 1837 г. племето е принудено да се премести в Канзас, а през 1867 г. в Оклахома. Днес всички шоуни живеят в Оклахома, разделени на три федерално признати племенни образувания.

## Име
Шоуните считат делаварите за техни прадеди, както и за прадеди на останалите алгонкински народи. Също така споделят и една и съща устна традиция с кикапу, че в миналото са били членове на едно племе. Идентичният език, който говорят двете племена класифициран към централния клон на Алгонкинското езеково семейство подкрепя тази устна традиция. За кикапу се знае, че първоначално живеят в североизточно Охайо и може да се предполага, че според значението на името „шоуни – южняци“, шоуните живеят на юг от тях. Самите шоуни предпочитат да се наричат „шауано (понякога шоуани или шауанези). Ирокезите ги наричат Чиоуанон, Онтуагун, Сатана, Тугуена. На англичаните стават известни като индианците Къмбърланд, а на французите като Чоуанон или Часкпе.

## Култура
Въпреки че считат делаварите за свои предци, шоуните се различават от тях в социален и политически аспект. Наследствеността се предава по бащина линия, а военните вождове се избират въз основа на техните качества и умения. Мирновременните вождове са наследствени. Също така жените на второстепенните вождове могат да бъдат водачи на селото и са свързани с различни мирни и военни организации. Жените имат правото да поискат спирането на война, както и правото да помилват пленниците. Също така са отговорни за организацията на някои празници и за засаждането и отглеждането на културите. Друга женска отговорност е грижата за децата и дома, обработването на дивеча и кожите и събирането на различни диви растителни храни. Домакинските ниви са групирани заедно. Основната култура, която се отглежда е царевицата. Познават няколко нейни сорта. Когато се реши, че ще има война, военният вожд обявява това пред племенния съвет, след което решението подлежи на разглеждане от съвета на жените. Мъжките работи са лова, войната, риболова и политиката.
От изкуствата добре развити са грънчарството и кошничарството.

### Политическа организация, кланове и подразделения
Политическите функции като цяло са свързани с мира и войната. Племето и племенните подразделения са ръководени от съвет и вождове, наследяващи поста си в определен клан. Според Люис Хенри Морган, племето е имало 13 бащини клана:
- Муа-уа – Вълк
- Ма-гуа – Рис
- Мкуа – Мечка
- Уе-уа-си -
- Мсе-па-се – Пума
- Мат-уа – Бухал
- Па-ла-уа – Пуйка
- Пса-ке-се – Елен
- Ша-па-та – Ракун
- На-ма-та – Костенурка
- Ма-на-то – Змия
- Пе-са-уа – Кон
- Па-та-ке-е-но-те – Заек

Всеки клан има своя роля и отговорности в племето и всеки клан присъства в петте основни племенни подразделения:
- Чиликоте (Калака, Чалааката, Чалагуата)
- Хатауекела (Оуикила, Тауикила, Тауигила)
- Киспоко (Киспококок, Киспокота, Спитота)
- Мекуачаке (Майкухай, Мекоче, Мекосе)
- Пикуа (Пекуи, Пекуа)

Подразделенията са свързани тясно помежду си чрез специфични отговорности и всяко има своя собствена територия и села. Пикуа например отговарят за религиозните церемонии, най-важни от които са Танца на пролетния и есенен хляб и Танца на зелената царевица.
Въпреки че подразделенията поддържат тесни връзки по между си и хората имат силно развито племенно самосъзнание, политическата организация е слаба. По времето, когато племето се разпръсва, всяко едно от петте подразделения функционира почти като отделна политическа единица.

### Жилища
По време на изгнаническите години, когато някои групи живеят в югоизточните щати, в културата им навлизат доста елементи характерни за Югоизточната култура, но като цяло шоуните си остават типично племе от района на Големите езера. През лятото хората се събират заедно в големи села, а през зимата се разбиват на малки ловни лагери. През годините развиват различни стилове на своите домове. Типичните летни жилища са продълговати вигвами покрити с кора. Селата им са организирани подобно на селата на криките и чероките. Всяко село има свой голям вигвам на Съвета.

### Брак и семейство
Важна роля в живота на племето играят религиозните церемонии и социалните танци. Децата, и момичетата и момчетата трябва да се сдобият с дух – пазител по време на пубертета чрез ритуала за Търсене на видение. Жените могат да провеждат различни церемонии и да лекуват болните чрез знанията си за лечебните билки. Майките раждат в специална уединена колиба, в която остават 10 дни с детето, след което се провежда церемонията по именуване. Бракът като цяло е уреден и е свързан с даването на дарове. Татуировките и боядисването на лицата и телата са широко разпространени. Личните орнаменти и накити варират според местообитанието. Като цяло хората приемат облеклото на своите съседи и основно се състои от дрехи от еленова кожа.

### Погребални практики
Мъжете са погребвани само от мъже, а жените и от двата пола. Вещите на мъртвия се споделят между роднините, с изключение на някои неща, които се дават на хората играещи важна роля в погребението. Мъртвите са погребвани с най-хубавите им дрехи и с лице на запад. Върху гроба се поръсва тютюн. Траурът трае 12 дни, а за съпрузите цяла година.

## История
Малко е известно за шоуните преди контакта с европейците. Знае се, че първоначално обитават южно Охайо, западна Вирджиния и западна Пенсилвания. Не е ясно по каква причина напускат родината си през първата част на Бобровите войни. Това обикновено се свързва с ирокезите, но е възможно и да са воювали с ери и неутрал по-рано.
До 1656 г. ирокезите завладяват почти всички ирокезко говорещи племена с изключение на саскуеханок и започват инвазия в Долен Мичиган и долината на Охайо. Повечето от алгонкинските племена живеещи там бягат в Уисконсин, но някои шоуни изглежда остават като съюзници на саскуеханок.

### В изгнание
След унищожаването на саскуеханок от ирокезите през 1675 г. шоуните са принудени да отстъпят повечето от горната част на долината на Охайо на по-добре въоръжените ирокези. Вместо да се оттеглят като другите племена в Уисконсин те се разпръсват в четири различни групи.
Две от тях се изместват към източен Тенеси до чероките. Чероките позволяват на една група от тях (чиликоте и киспоко) да се заселят в басейна Къмбърланд, за да ги използват като буфер срещу чикасо. На втората група (хатауекела) чероките дават разрешение да преминат Апалачите и да се заселят по река Савана в Южна Каролина, където да играят ролята на защита от катоба.
След основаването на Южна Каролина през 1670 г. британските търговци срещат за първи път шоуните в горното течение на река Савана и ги наричат индианците „савана“. Още от първата среща савана бързо стават част от британската търговия с кожи и роби. След няколко години от планините на Вирджиния в Каролина се спуска племето весто, което започва да създава големи проблеми на колонията. През 1680 г. британците въоръжават добре савана и те нападат и унищожават весто като същевременно воюват с голям успех и срещу катоба, охранявайки източната граница на чероките. Катоба са изключително важен съюзник за британците, докато савана имат по-малко сътрудничество с тях. Под постоянни атаки от страна на катоба и ямасите, които са добре въоръжени от британците, между 1690 и 1710 г. савана бавно напускат района. Някои хатауекела отиват на север в Пенсилвания през 1706 г. и се присъединяват към шоуните, които живеят там и са под попечителството на ирокезите. Други намират убежище при криките в Алабама, установявайки се първо на Чатахучи, а след това на Талапуса. Останалите савана се присъединяват към роднините си в Тенеси.
Другите две групи шоуни поемат в противоположни посоки. След унищожаването на саскуеханок от ирокезите някои пикуа през 1677 г. се преместват на изток и се присъединяват към делаварите, които им позволяват да се заселят при сливането на Пикуа Крийк и река Саскуехана в южна Пенсилвания.
Последната група шоуни отива на запад в страната Илинойс, където стават известни на французите под името „часкпе“. През 1683 г. почти 3000 от тях живеят в близост до френската крепост Сан Луис в горното течение на река Илинойс. Съюзявайки се с маямите и илинойс тези шоуни продължават да воюват с ирокезите. През 1684 г. сенеките нападат маямите, които са позволили на някои враждебни шоуни да се заселят в територията им в северозападна Индиана.

### Завръщане в родината
По същото време различните групи шоуни, живеещи в новите си места се оказват нежелани гости. Големите популации струпани около френските постове в Илинойс, през 1689 г. води до конфронтация между шоуните и илинойс. Скоро след това шоуните напускат района и се присъединяват към роднините си в Тенеси. По пътя една група се отделя и продължава на изток стигайки до източен Мериленд. По-късно групата се присъединява към мънсите и мохиканите в Северна Пенсилвания. През 1694 г. тази група сключва мир с ирокезите и минава под тяхно попечителство. Именно към нея през 1706 г. се присъединява част от хатауекела от Южна Каролина.
След пристигането на хиляди шоуни от Илинойс в Къмбърланд през 1690 г., чероките разбират че вместо със съюзник са се сдобили с опасен съперник. През зимата на 1692 г. шоуните организират нападение за отвличане на роби над черокско село, докато войните чероки отсъстват. Този инциден се потулва бързо, но през 1707 г. още много шоуни пристигат от Южна Каролина и положението се влошава. За да се справят със ситуацията чероките се съюзяват с чикасо и през 1715 г. побеждават шоуните и ги принуждават да напуснат Къмбърланд. Някои се присъединяват към савана живеещи при криките, а от 1729 г. останалите се преместват на север в Кентъки и южно Охайо.
Живеещите в източна Пенсилвания шоуни също са принудени да си тръгнат, тъй като през 1737 г. делаварите отстъпват и последните си земи в района. Двете племена се преместват за известно време при мънсите в Долината Уайоминг и на Саскуехана, върху ирокезки земи. Пренаселеността принуждава след време някои групи да се изместят в западна Пенсилвания при виандотите и минго. Малките ловни лагери в горната част на река Охайо скоро са последвани от постоянни села. През 1740-те хиляди делавари и шоуни изоставят ирокезите и Саскуехана и се преместват в Западна Пенсилвания. Така след близо век разделение, отделните групи шоуни най-накрая се връщат в родината си и племето се събира отново заедно. Една група шоуни от Пенсилвания се отделя и се отправя на юг. След като сключва мир с чероките през 1746 г. тя се заселва в Къмбърланд. Но мирът с чероките не включвал чикасо. През 1756 г. чикасо ги нападат и прогонват от Тенеси. Шоуните се местят на север и се присъединяват към останалата част от племето.
В същото време, през 1745 г. една друга голяма група шоуни се заселва близо до нов френски пост в Южен Илинойс. Но мястото е подложено на непрестанни атаки от страна на чикасо и само след две години престой там шоуните се връщат в Пенсилвания. До 1758 г. всички шоуни с изключение на малкото живеещи при криките вече живеят от северната страна на река Охайо, между реките Алигени и Скиото.

### Война за Охайо
В продължение на 70 години след завземането от ирокезите, Долината на Охайо (Индиана, Долен Мичиган, Западна Вирджиния, Кентъки и западна Пенсилвания) е почти необитаема. Останала без население природата бързо се възстановява и района става отлична ловна територия използвана от ирокезите. Въпреки че те възпрепятстват повторното заселване, малки групи шоуни често навлизат в района да ловуват.
През 1740те западна Пенсилвания и Охайо са оспорвани от ирокезите, французите и британците. Малко след като се преместват в Западна Пенсилвания, делаварите и шоуните са поканени от виандотите да се преместят още по на запад в Охайо. До 1744 г. племената в Охайо (делавари, шоуни и минго) стават твърде многобройни и силни, за да бъдат пренебрегвани. По време на Войната на крал Джордж в Охайо няма боеве, но нараства конкуренцията в търговията. В началото на Френската и индианска война (1754 – 1763) Племената Охайо са готови да се присъединят към британците, но това се променя, когато племената разбират, че ирокезите са продали Охайо на британците по-рано през май 1754 г. Племената Охайо избират да бъдат неутрални в тази война.
След унищожаването на армията на генерал Брадок през 1755 г. близо до Форт Дюкен, колониите намразват всички индианци. Шоуните и делаварите изпращат делегация във Филаделфия, за да протестират пред ирокезите за отстъпването на Охайо. Индианската делегация е заловена от пенсилванците и участниците и са обесени. Така британската постъпка тласка племената Охайо във войната, но не на страната на французите, а да воюват за себе си. За отмъщение за предателството племената Охайо подлагат границите на колониите Вирджиния и Пенсилвания на смърт и унищожение. За две години над 2500 заселници са убити. Набезите по границата продължават до подписването на мир с източните делавари през 1758 г. В договора Пенсилвания едностранно се отказва от претенциите си към Охайо. Това донякъде удовлетворява индианците и ги кара да сключат мир с британците през 1759 г., и да спрат набезите по границата. Сега индианците очаквали, че заселниците ще напуснат индианските земи, но вместо това англичаните построяват Форт Пит, с което ясно заявяват, че заселниците ще останат. След установяването на британския контрол над Северна Америка, племената се обединяват под ръководството на вожда на отава, Понтиак и въстават срещу новата власт. Въстанието хваща британците напълно неподготвени. За кратко време индианският съюз превзема 9 от 12те британски крепости западно от Апалачите. Същевременно шоуните, делаварите и минго подлагат границата на Пенсилвания на постоянни атаки, в които загиват над 600 заселници. След сключването на примирие с враждебните индианци, британските власти забраняват заселването на запад от Апалачите. Това носи някакво облекчение за племената в Охайо, но само временно. Колонистите от Вирджиния, които са инвестирали големи суми в Охайо мислят другояче, а заселниците въобще не се съобразяват със забраната. До 1774 г. на запад от Апалачите вече има над 50 хил. заселници. До този момент западните племена са в мир с британците, с изключение на шоуните, които не спрели атаките по границата. В отговор на нападенията Вирджинските милиции започват да нападат индианските села, без да се съобразяват дали са приятелски или не. Индианците на свий ред отвръщат с масирани нападения и до няколко месеца принуждават заселниците да потърсят убежище в няколкото крепости и да чакат помощ от изток. Вместо да решат проблема с преговори, властите във Вирджиния изпращат голяма войска в Охайо. За да им се противопоставят шоуните призовават на помощ племената от Детройт (виандот, отава, оджибве и потауатоми), но те отказват да участват. Делаварите също избират да стоят настрана. Така шоуните и минго са принудени да се оправят сами.
С избухването на Американската революция на британците се отдава да спечелят почти всички бивши френски съюзници на своя страна, включително и шоуните. Британците не само насърчават племената да се бият, но и ги въоръжават и изплащат награда за американски скалп, без оглед на пол и възраст. Резултатът от това е разпалването на една лична война между индианците и заселниците. Цикълът на жестокост и отмъщение продължава с малки прекъсвания до 1795 г.

### Разцепление на племето
Междувременно, през 1774 г. хатауекела напускат Охайо и се преместват при горните крики в Северна Алабама. Отделно големи групи шоуни напускат Охайо в периода 1773 – 1779 г. и се заселват в югоизточно Мисури. В Мисури испанците ги посрещат радушно, имайки намерение да ги използват като защита срещу осейджите. През 1793 г. испанският губернатор на Луизиана им дава безвъзмездно 25 кв. мили земя и много от шоуните в Охайо се преместват в Мисури. През 1795 г. хатауекела също се присъединяват към тях. До 1800 г. хатауекела, киспоко и пикуа се изместват в Мисури. Само чиликоте и мекуачаке остават в Охайо.

### Въстание на Текумзе
През 1805 г., в Охайо братът на Текумзе, Лалаветика (Дрънкълото) получава духовно пробуждане и започва да проповядва сред индианците за връщане към старите традиции и за унищожение на белите. Той променя името си на Тенскуатауа (Отворената врата) и за кратко време събира около себе си стотици последователи. През 1809 г. губернаторът на Индиана кани потауатомите, делаварите, маямите и каскаския на съвет във Форт Уейн. По време на преговорите на племената са обещани големи печалби ако те се съгласят да продадат земите си. След 10 дневни преговори индианците подписват договора (30 септември 1809 г.), с който продават на САЩ 3 милиона акра земя по поречието на река Уобаш. Текумзе и шоуните са възмутени от този договор и той започва да проповядва надалеч учението на брат си за връщане към старите традиции и да прави опити да обедини племената в съюз срещу измамните американци. През 1811 г. той предприема дълго пътуване на юг сред племената чикасо, чероки, крики и чокто, за да се опита да ги привлече към каузата си. Докато Текумзе пътува, шоуните и американците се готвят за битка. Губернаторът Уилям Хенри Харисън събрал около 1000 мъже близо до Профетстаун, надявайки се индианците да се разпръснат. Рано сутринта на 7 ноември 1811 г., пренебрегвайки заповедите на Текумзе да не влизат в стълкновение с Харисън в никакъв случай, Тенскуатауа повежда индианците и атакува армията на Харисън при Типикану. Въпреки численото превъзходство на индианците Харисън отблъсква атаката и принуждава нападателите да отстъпят. Когато Текумзе се завръща заварва индианският съюз в пълна бъркотия. В началото на англо – американската война от 1812 г. Текумзе с над 1000 бойци е в Канада, за да се бият за англичаните. В началото на 1813 г. Харисън поема командването в Северозапада и предприема мащабна офанзива за превземането на Детройт, но на 22 януари 1813 г. той е победен от Текумзе и англичаните при Френчтаун. През май Текумзе обсажда Форт Мейгс в северно Охайо. Крепостта издържа на обсадата, а пристигналите американски подкрепления принуждават индианците да се върнат в Канада. Втора атака срещу форта през юли също завършва с неуспех. Междувременно Харисън е събрал над 8000 души войска и е готов за офанзива. След серия от негови атаки, британците са принудени да изоставят района на Детройт и езерото Ери. Кулминацията е битката при река Темза на 6 октомври 1813 г. По време на битката Текумзе е убит и това слага край на индианската съпротива на изток срещу американската експанзия.

### Отношения със САЩ
След войната, Тенскуатауа и последователите му остават в Канада. През 1815 г. между тях и американците е сключен мир и много бойци се завръщат в Охайо. Междувременно няколкостотин шоуни и делавари напускат САЩ и се преместват в испански Тексас. Тази група по-късно става известна като Абсенти шоуни.
През 1817 г. останалите шоуни, заедно с делаварите и виандотите отстъпват всичките си земи в Охайо за сметка на резервати. Шоуните получават 3 резервата близо до Люистаун.
Шоуните в Мисури също са принудени да отстъпят земите си и да се преместят в Канзас. До 1837 г. всички шоуни от Охайо се преместват при роднините си в Канзас.
През 1839 г. Абсенти шоуните са изгонени от Тексас и отиват в Оклахома. През 1845 г. голяма група от шоуните в Канзас също се премества в Оклахома. Заселват се близо до днешния Шоуни, Оклахома. Някои от тях се присъединяват към кикапу и отиват в Мексико.
Между 1854 и 1857 г. резерватът на шоуните и делаварите в Канзас е намален до 70 000 акра. Излишната земя е продадена на засилниците. След 10 години на тормоз и несправедливости, през 1867 г. всички шоуни напускат Канзас и се преместват в Оклахома.

## Шоуните днес
Днес има 3 федерално признати племена шоуни:
- Абсенти шоуните племето на Оклахома със седалище в Шоуни – Оклахома. Племето притежава около 13 500 акра земя и има 3050 записани членове.
- Източни шоуни племето на Оклахома със седалище Виандот – Оклахома има 2801 членове.
- Третата федерално призната група е така наречените Лоялни шоуни, които живеят сред чероките в Оклахома. Седалището на групата е в Маями – Оклахома. Групата има 2226 записани членове.

Отделно от тези 3 групи има още няколко групи шоуни, които не са федерално признати, но са признати от щатите, в които живеят:
- Обединената група Ремнант на нацията шоуни.
- Лоуър Охайо Ийстърн мекоче шоуни.
- Резерват Платформ на Ремнант групата на нацията шоуни.
- Блу Крийк групата на нацията шоуни в Адамс Каунти.
- Племето пикуа – шоуни в Охайо.
- Риджтоп шоуни в Кентъки.

Общият брой на шоуните в началото на 21 век надхвърля 14 хил. души.